# Acacia johannis
Acacia johannis är en ärtväxtart som beskrevs av Leslie Pedley. Acacia johannis ingår i släktet akacior, och familjen ärtväxter. Inga underarter finns listade i Catalogue of Life.